# 公子申 (楚共王)
公子申（？—前571年），中国春秋时代楚国大夫。前585年，在晋、楚争霸的系列战争中，公子申帅楚国的申、息两地之师援救被晋国入侵的蔡国，晋军不战而退。前571年，公子申做了楚国的右司马，但却接受了许多小国奉送的财礼，以逼迫楚国的令尹公子婴齐和楚穆王的儿子子辛放权。为此，楚国人杀了公子申。